# Ejea de los Caballeros
Ejea de los Caballeros (in aragonese Exeya d'os Caballers, in catalano Eixea) è un comune spagnolo di 17 178 abitanti situato nella comunità autonoma dell'Aragona.
Il comune è anche il capoluogo della comarca di Cinco Villas.

## Amministrazione

### Gemellaggi
- Marmande
- Portogruaro